# برناديت سميث
برناديت سميث OM MLA هي سياسي كندي من الشعوب الأصلية انتُخبت لعضوية الجمعية التشريعية لمانيتوبا [الإنجليزية] في انتخابات فرعية في 13 يونيو 2017. إنها تمثل الدائرة الانتخابية في بوينت دوغلاس كعضو في حزب مانيتوبا الديمقراطي الجديد. في نوفمبر 2023، أدرجت سميث في قائمة بي بي سي 100 امرأة.

## الحياة الشخصية والتعليم
ولدت سميث ونشأت في وينيبيغ. تركت المدرسة في الصف الحادي عشر، وأكملت تعليمها الثانوي في سن 22 حصلت بعد ذلك على شهادة رعاية الأطفال والشباب من كلية مجتمع ريد ريفر.